# Eopyrophorus mixtus
Eopyrophorus mixtus is een keversoort uit de familie kniptorren (Elateridae). De wetenschappelijke naam van de soort is voor het eerst geldig gepubliceerd in 1950 door Haupt.